# Redina Island
Redina Island (englisch; bulgarisch остров Редина ostrow Redina) ist eine unvereiste, in ost-westlicher Ausrichtung 280 m lange und 130 m breite Insel im Archipel der Südlichen Shetlandinseln. Sie liegt in der Gruppe der Onogur-Inseln 1,22 km nördlich des Misnomer Point und 0,76 km südwestlich des Shipot Point vor der Nordwestküste von Robert Island, von der sie durch eine 20 m breite Meerenge getrennt ist.
Bulgarische Wissenschaftler kartierten sie 2009. Die bulgarische Kommission für Antarktische Geographische Namen benannte sie 2013 nach der Ortschaft Redina im Westen Bulgariens.